# 比利亚米耶尔
比利亚米耶尔，是西班牙埃斯特雷马杜拉卡塞雷斯省的一个市镇。总面积73平方公里，总人口753人（2001年），人口密度10人/平方公里。